# Parque del Agua Luis Buñuel

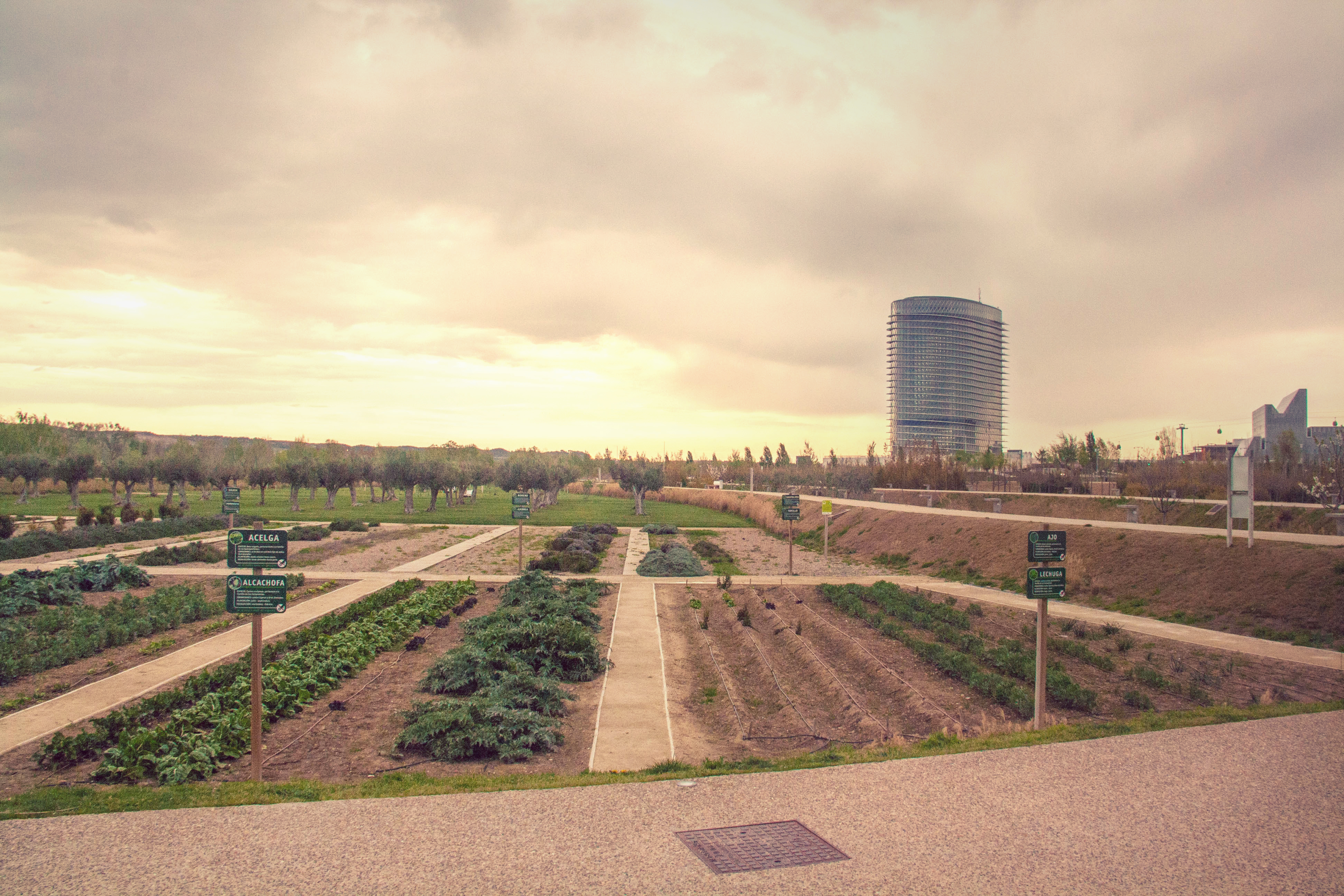
Jardín botánico del parque

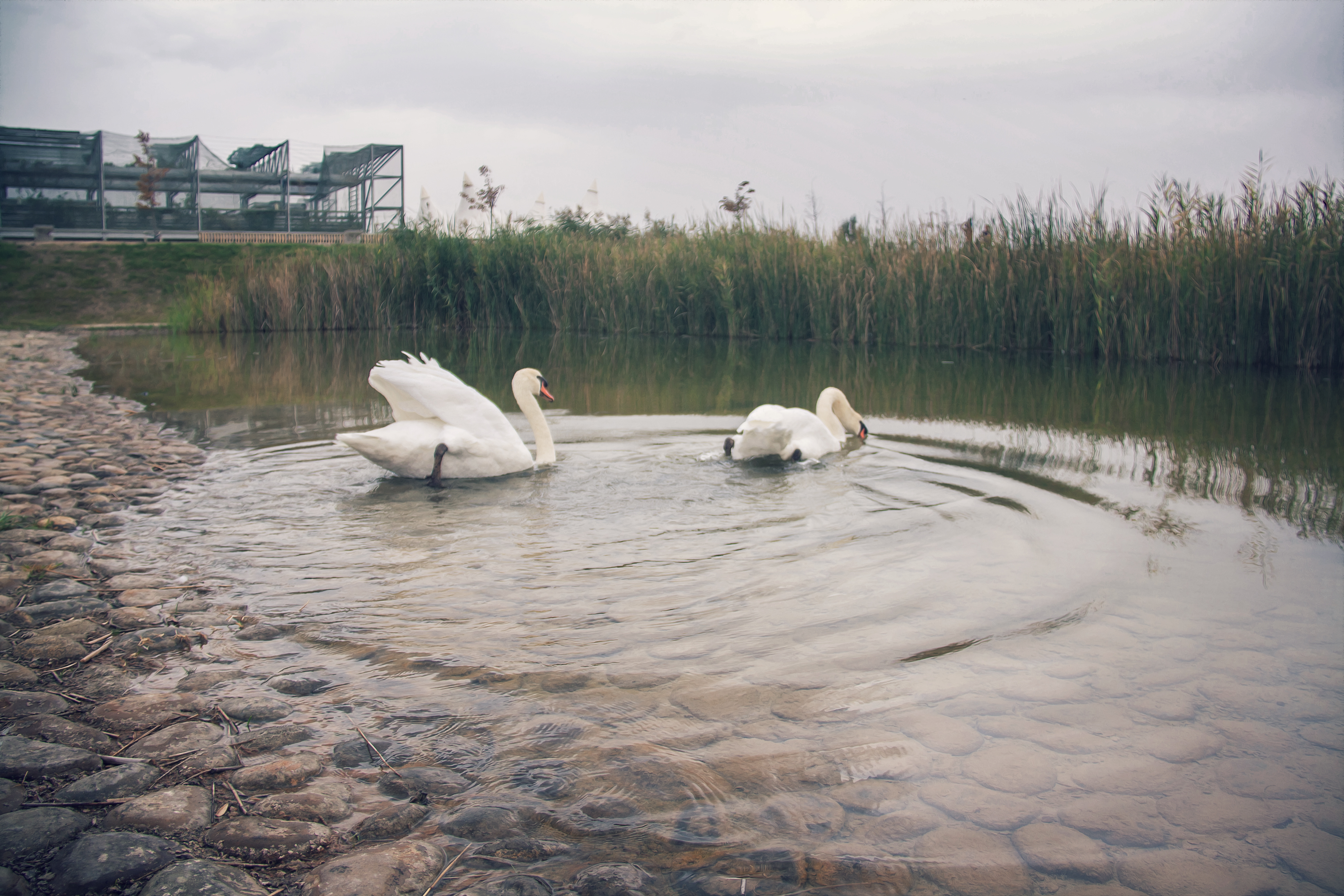
Cisnes en el parque

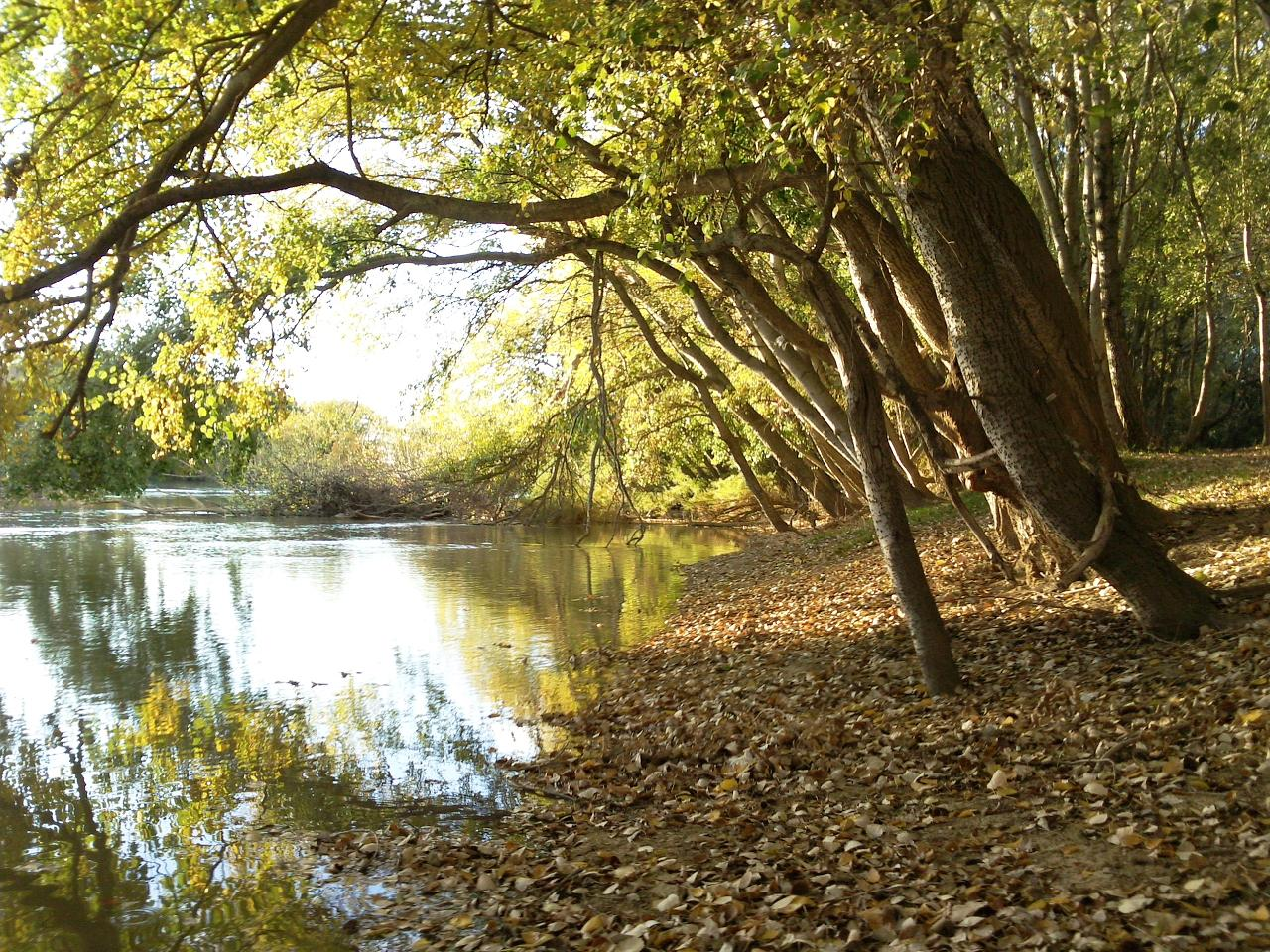
Soto de la ribera del Ebro

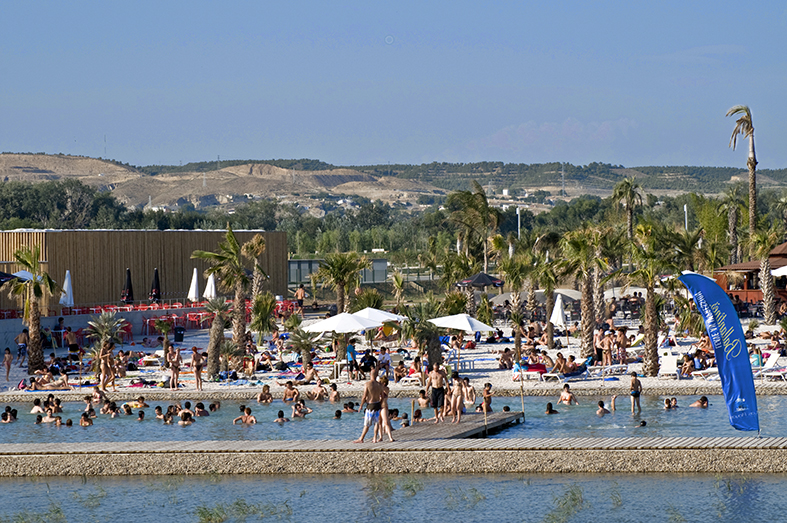
Playa

El parque del Agua Luis Buñuel es una amplia zona verde de la ciudad de Zaragoza (España). Se encuentra ubicado en el meandro de Ranillas, junto al recinto de lo que fue la Exposición Internacional de Zaragoza 2008. Tiene una extensión aproximada de 120 hectáreas.

## Historia
A este parque, llamado en 2008 parque metropolitano del Agua, se le conoce actualmente con el nombre de parque del Agua Luis Buñuel y se construyó para la Expo Zaragoza 2008. Su diseño fue obra de Margarita Jover, Iñaki Alday y Christine Dalnoki.

### Ubicación
El parque está ubicado en el meandro de Ranillas, por lo que está abrazado por el río Ebro en buena parte de su perímetro. Era una antigua zona de huertas en desuso que ahora alberga uno de los mayores parques urbanos de España. El parque es inundable y está diseñado para soportar crecidas extraordinarias. Su vegetación se adapta al clima local y predominan los árboles de ribera como el chopo, sauce, olmo o tamariz.
Esta zona verde está en el barrio del Actur, junto a la Expo Zaragoza 2008, en la avenida Ranillas. El parque tiene más de 2 km de punta a punta, dispone de 2 aparcamientos con más de 1.100 plazas gratuitas y junto a él pasa el autobús urbano de las líneas Ci1 y Ci2.

### Gestión
El parque es gestionado por una sociedad municipal pública (ZGZ @ Desarrollo Expo S.A.)creada en 2009. La gestión de este enorme parque se basa en la colaboración público privada mediante la concesión de multitud de espacios que ofertan una gran variedad de actividades dentro del parque. Se complementa con  actuaciones medioambientales entre las que destacan el pastoreo de un rebaño de ovejas en las zonas más silvestres, la eliminación completa de glifosatos desde 2015 o el fomento de espacios para la reproducción de vida silvestre.
Ha recibido multitud de premios nacionales e internacionales por su gestión.

## Actividades
- Playas fluviales con arena
- Tren turístico
- Parque Multiaventura (Tirolinas, escalada, rocódromo, etc.)
- Alquiler de bicis y barcas
- Teatro infantil
- Restaurantes y cafeterías
- Spa Urbano y gimnasio (SPA cerrado)
- Hípica (CERRADO PERMANENTEMENTE)[4]
- Pitch & Putt de 9 hoyos, campo de prácticas y minigolf[5]
- Pistas de agility
- Zonas infantiles y zonas deportivas públicas y gratuitas[6]
- Huertos urbanos ecológicos de alquiler
- Pistas de pádel, fútbol 5
- Zona de pícnic, jardín botánico, recorridos "running" 5k y 10 K
- Otras actividades medioambientales, ocio y familiares

## Reconocimientos
La gestión del parque se hace bajo parámetros sostenibles y ha sido reconocido por su gestión medioambiental con certificados y premios nacionales e internacionales. Además, también ha recibido premios de arquitectura y ha sido finalista en muchos otros:
- Certificado AENOR en gestión medioambiental (2008)[7]
- Premio FAD de arquitectura (2009)[8]
- Green Globe de sostenibilidad medioambiental (2014)[9][10]
- Premio columpio de oro a la mejor zona infantil de juegos (2014)[11]
- XX premio de la asociación de Parques y Jardines Públicos (2015)[12]
- Premio "Green Flag Award" (2017-2018)[13]
- Referente en Smart urban parks.
- Elegido Front line Park por la City Park Alliance 2015.